# Alsters socken
Alsters socken i Värmland ingick i Väse härad, ingår sedan 1971 i Karlstads kommun och motsvarar från 2016 Alsters distrikt.
Socknens areal är 128,53 kvadratkilometer varav 111,42 land. År 2000 fanns här 1 609 invånare. Tätorten Vallargärdet och en del av Karlstad samt kyrkbyn Alsters kyrkby med sockenkyrkan Alsters kyrka ligger i socknen.   

## Administrativ historik
Socknen har medeltida ursprung. 1595 utbröts en del till den då nybildade Nyeds socken. 
Vid kommunreformen 1862 övergick socknens ansvar för de kyrkliga frågorna till Alsters församling och för de borgerliga frågorna bildades Alsters landskommun. Landskommunen uppgick 1952 i Nyeds landskommun som 1971 uppgick i Karlstads kommun. Församlingen uppgick 2006 i Alster-Nyedsbygdens församling.
1 januari 2016 inrättades distriktet Alster, med samma omfattning som församlingen hade 1999/2000.  
Socknen har tillhört län, fögderier, tingslag och domsagor enligt vad som beskrivs i artikeln Väse härad. De indelta soldaterna tillhörde Närkes regemente, Alster och Carlstads kompanier.

## Geografi
Alsters socken ligger nordost om Karlstad kring Alsterälven och sjöarna Gapern och Alstern. Socknen är en odlingsbygd vid sjöarna och vattendragen och skogsbygd däromkring.

## Fornlämningar
Från bronsåldern finns spridda gravrösen. En runristning har enligt äldre uppgifter påträffats

## Namnet
Namnet skrevs 1503 Alster och med ett förled som innehåller ånamnet Alstran, 'den växande'. Efterleden är hem, bygd.

## Befolkningsutveckling
| Befolkningsutvecklingen i Alsters socken 1750–1990                                                       | Befolkningsutvecklingen i Alsters socken 1750–1990 | Befolkningsutvecklingen i Alsters socken 1750–1990 | Befolkningsutvecklingen i Alsters socken 1750–1990 | Befolkningsutvecklingen i Alsters socken 1750–1990 |
| --- | -------------------------------------------------- | -------------------------------------------------- | -------------------------------------------------- | -------------------------------------------------- |
| |                                                    |                                                    |                                                    |                                                    |
| År |                                                    |                                                    | Folkmängd                                          |                                                    |
| 1750 | 1750                                               |                                                    | 1 260                                              |                                                    |
| 1760 | 1760                                               |                                                    | 1 433                                              |                                                    |
| 1769 | 1769                                               |                                                    | 1 464                                              |                                                    |
| 1780 | 1780                                               |                                                    | 1 451                                              |                                                    |
| 1790 | 1790                                               |                                                    | 1 658                                              |                                                    |
| 1800 | 1800                                               |                                                    | 1 835                                              |                                                    |
| 1810 | 1810                                               |                                                    | 1 841                                              |                                                    |
| 1820 | 1820                                               |                                                    | 1 806                                              |                                                    |
| 1830 | 1830                                               |                                                    | 1 871                                              |                                                    |
| 1840 | 1840                                               |                                                    | 2 031                                              |                                                    |
| 1850 | 1850                                               |                                                    | 2 245                                              |                                                    |
| 1860 | 1860                                               |                                                    | 2 286                                              |                                                    |
| 1870 | 1870                                               |                                                    | 2 186                                              |                                                    |
| 1880 | 1880                                               |                                                    | 1 875                                              |                                                    |
| 1890 | 1890                                               |                                                    | 1 749                                              |                                                    |
| 1900 | 1900                                               |                                                    | 1 668                                              |                                                    |
| 1910 | 1910                                               |                                                    | 1 543                                              |                                                    |
| 1920 | 1920                                               |                                                    | 1 587                                              |                                                    |
| 1930 | 1930                                               |                                                    | 1 505                                              |                                                    |
| 1940 | 1940                                               |                                                    | 1 268                                              |                                                    |
| 1950 | 1950                                               |                                                    | 1 288                                              |                                                    |
| 1960 | 1960                                               |                                                    | 1 215                                              |                                                    |
| 1970 | 1970                                               |                                                    | 1 425                                              |                                                    |
| 1980 | 1980                                               |                                                    | 1 380                                              |                                                    |
| 1990 | 1990                                               |                                                    | 1 430                                              |                                                    |
| Anm: Källor: Umeå universitet - Tabellverket 1749-1859, Demografiska databasen, CEDAR, Umeå universitet. |                                                    |                                                    |                                                    |                                                    |